# Resolució 2414 del Consell de Seguretat de les Nacions Unides
La Resolució 2414 del Consell de Seguretat de les Nacions Unides, fou adoptada el 27 d'abril de 2018. El Consell va ampliar el mandat de la Missió de Nacions Unides pel Referèndum al Sàhara Occidental (MINURSO) fins al 31 d'octubre de 2018 i va demanar a les parts que reprenguessin les negociacions sota els auspicis del Secretari General de les Nacions Unides sense condicions prèvies i bona fe i a treballar en un ambient "propici per al diàleg".
La resolució fou aprovada per 12 vots a favor, cap en contra i tres abstencions (Xina, Rússia i Etiòpia). Rússia i Etiòpia es van queixar que no s'havien tingut en compte les seves al·legacions en la redacció final de la resolució, i Xina va manifestar que s'abstenia perquè en el text no havia satisfet plenament les inquietuds d'algunes parts. Tot i així, els tres representants valoraven positivament l'actuació de la Missió.